# KS Besa Kavajë
Klubi Sportiv Besa Kavajë (ook wel KS Besa Kavajë) is een Albanese voetbalclub, afkomstig uit Kavajë. De club promoveerde in 2012 naar de hoogste afdeling, de Kategoria Superiore maar degradeerde direct weer naar de Kategoria e Parë. De club speelt in het Stadiumi Besa.
Besa Kavajë werd in 1925 opgericht en speelde in 1933 voor het eerst in de hoogste klasse.

## Naamsveranderingen
- 1925 opgericht als SK Adriatiku Kavajë
- 1930 herbenoemd tot SK Kavajë
- 1935 herbenoemd tot KS Besa Kavajë
- 1950 herbenoemd tot Puna Kavajë
- 1956 herbenoemd tot KS Besa Kavajë

## Erelijst
- Bekerwinnaar

Winnaar: 2007, 2010
Finalist: 1961, 1963, 1971, 1972, 1981, 1992
- Supercup

2010

## In Europa
#Q = #voorronde, #R = #ronde, 1/8 = achtste finale, T/U = Thuis/Uit, W = Wedstrijd, PUC = punten UEFA coëfficiënten .
Uitslagen vanuit gezichtspunt KS Besa Kavajë
| Seizoen | Competitie    | Ronde | Land                 | Club                    | Totaalscore | 1e W    | 2e W    | PUC |
| ------- | ------------- | ----- | -------------------- | ----------------------- | ----------- | ------- | ------- | --- |
| 1972/73 | Europacup II  | 1R    | Vlag van Denemarken  | Fremad Amager           | 1-1 u       | 1-1 (U) | 0-0 (T) | 3.0 |
|         |               | 1/8   | Vlag van Schotland   | Hibernian FC            | 2-8         | 1-7 (U) | 1-1 (T) | 3.0 |
| 2007/08 | UEFA Cup      | 1Q    | Vlag van Servië      | FK Bežanija Belgrado    | 2-2 u       | 2-2 (U) | 0-0 (T) | 1.0 |
|         |               | 2Q    | Vlag van Bulgarije   | Litex Lovetsj           | 0-6         | 0-3 (T) | 0-3 (U) | 1.0 |
| 2008    | Intertoto Cup | 1R    | Vlag van Cyprus      | Ethnikos Achnas         | 1-1 u       | 0-0 (T) | 1-1 (U) | 0.0 |
|         |               | 2R    | Vlag van Zwitserland | Grasshopper Club Zürich | 1-5         | 1-2 (U) | 0-3 (T) | 0.0 |
| 2010/11 | Europa League | 2Q    | Vlag van Griekenland | Olympiakos Piraeus      | 1-11        | 0-5 (T) | 1-6 (U) | 0.0 |

Totaal aantal punten voor UEFA Coëfficiënten: 4.0

## Bekende (oud-)spelers
Apolonia ·
Besa · 
Burreli ·
Erzeni ·
Flamurtari · 
Kastrioti ·
Korabi · 
Kukësi ·
Lushnja ·
Pogradeci ·
Valbona ·
Vora